# Râul Alfios
Alfios (în limba greacă Αλφειός) sau Alpheus este un râu în peninsula Peloponez din Grecia. Izvorul său se află aproape de localitatea Megalopolis, în prefectura Arcadia.